# Distrito Municipal de Frances Baard
Frances Baard es un distrito municipal de Sudáfrica en la provincia Septentrional del Cabo.
Comprende una superficie de 12,349 km².
El centro administrativo es la ciudad de Kimberley.

## Demografía
Según datos oficiales contaba con una población total de 353 200 habitantes.